# Saulnot
Saulnot és un municipi francès situat al departament de l'Alt Saona i a la regió de Borgonya - Franc Comtat. L'any 2007 tenia 718 habitants.

## Demografia

### Població
El 2007 la població de fet de Saulnot era de 718 persones. Hi havia 268 famílies, de les quals 59 eren unipersonals (33 homes vivint sols i 26 dones vivint soles), 81 parelles sense fills, 106 parelles amb fills i 22 famílies monoparentals amb fills.
La població ha evolucionat segons el següent gràfic:
Habitants censats

### Habitatges
El 2007 hi havia 293 habitatges, 273 eren l'habitatge principal de la família, 7 eren segones residències i 13 estaven desocupats. 257 eren cases i 34 eren apartaments. Dels 273 habitatges principals, 217 estaven ocupats pels seus propietaris, 50 estaven llogats i ocupats pels llogaters i 6 estaven cedits a títol gratuït; 1 tenia una cambra, 9 en tenien dues, 25 en tenien tres, 50 en tenien quatre i 188 en tenien cinc o més. 214 habitatges disposaven pel capbaix d'una plaça de pàrquing. A 114 habitatges hi havia un automòbil i a 145 n'hi havia dos o més.

### Piràmide de població
La piràmide de població per edats i sexe el 2009 era:
| Homes | Edats   | Dones |
| ----- | ------- | ----- |
| 0     | 95 o +  | 0     |
| 4     | 90 a 94 | 0     |
| 0     | 85 a 89 | 8     |
| 4     | 80 a 84 | 4     |
| 16    | 75 a 79 | 4     |
| 4     | 70 a 74 | 12    |
| 20    | 65 a 69 | 4     |
| 24    | 60 a 64 | 8     |
| 16    | 55 a 59 | 28    |
| 28    | 50 a 54 | 36    |
| 28    | 45 a 49 | 24    |
| 28    | 40 a 44 | 28    |
| 12    | 35 a 39 | 12    |
| 36    | 30 a 34 | 20    |
| 28    | 25 a 29 | 24    |
| 28    | 20 a 24 | 12    |
| 12    | 15 a 19 | 12    |
| 16    | 10 a 14 | 32    |
| 28    | 5 a 9   | 12    |
| 28    | 0 a 4   | 20    |

## Economia
El 2007 la població en edat de treballar era de 457 persones, 323 eren actives i 134 eren inactives. De les 323 persones actives 291 estaven ocupades (163 homes i 128 dones) i 31 estaven aturades (11 homes i 20 dones). De les 134 persones inactives 54 estaven jubilades, 36 estaven estudiant i 44 estaven classificades com a «altres inactius».

### Ingressos
El 2009 a Saulnot hi havia 298 unitats fiscals que integraven 783 persones, la mediana anual d'ingressos fiscals per persona era de 16.762 €.

### Activitats econòmiques
Dels 28 establiments que hi havia el 2007, 1 era d'una empresa extractiva, 2 d'empreses alimentàries, 2 d'empreses de fabricació d'altres productes industrials, 8 d'empreses de construcció, 5 d'empreses de comerç i reparació d'automòbils, 2 d'empreses de transport, 1 d'una empresa d'hostatgeria i restauració, 3 d'empreses de serveis, 2 d'entitats de l'administració pública i 2 d'empreses classificades com a «altres activitats de serveis».
Dels 6 establiments de servei als particulars que hi havia el 2009, 1 era una oficina de correu, 2 paletes, 1 guixaire pintor, 1 fusteria i 1 perruqueria.
Dels 4 establiments comercials que hi havia el 2009, 1 era una botiga de més de 120 m², 1 una botiga de menys de 120 m², 1 una fleca i 1 una joieria.
L'any 2000 a Saulnot hi havia 15 explotacions agrícoles que ocupaven un total de 749 hectàrees.

## Equipaments sanitaris i escolars
L'únic equipament sanitari que hi havia el 2009 era una farmàcia.
El 2009 hi havia una escola elemental integrada dins d'un grup escolar amb les comunes properes formant una escola dispersa.

## Poblacions properes
El següent diagrama mostra les poblacions més properes.